# Perydiola

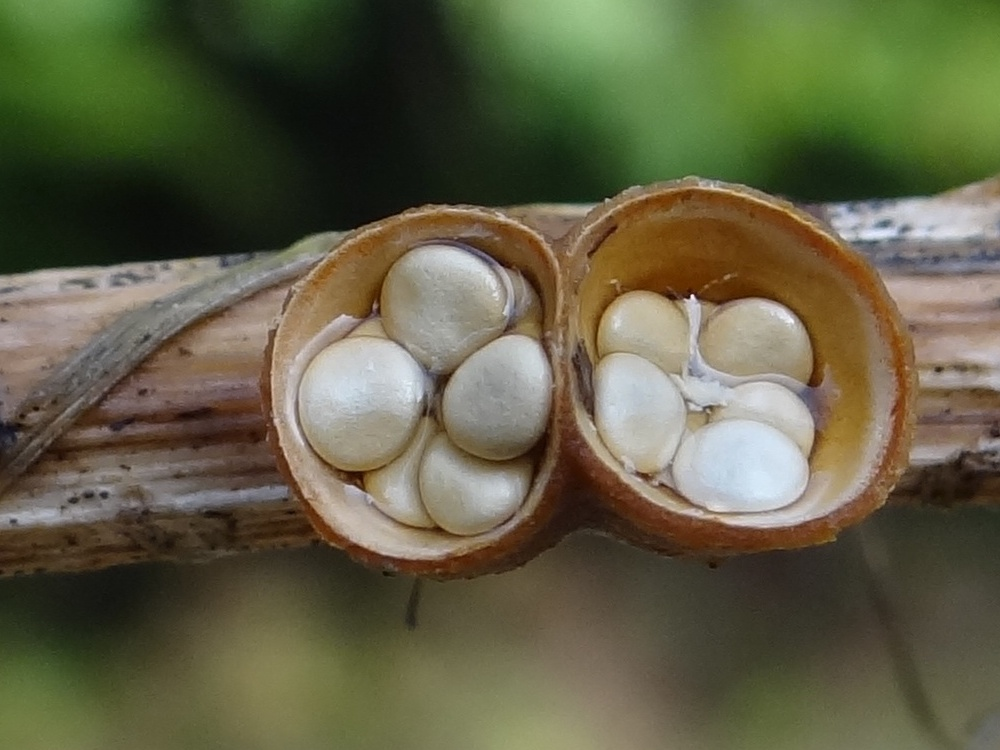
Perydiole w miseczkowatych owocnikach kubecznika pospolitego

Perydiole (łac. peridiolum) – występujące wewnątrz owocników niektórych grzybów twarde ciałka wytwarzające zarodniki. W rodzinie pieczarkowatych (Agaricaceae) mają soczewkowaty kształt, w rodzaju purchatnica (Pisolithus) kulisto-graniasty.
W młodych owocnikach perdydiole zazwyczaj zamknięte są czapeczkowatą nakrywką zwaną epifragma. Podczas rozwoju epifragma odpada i perydiole zostają odsłonięte. Tylko u rodzaju Nidularia epifragma nie występuje.
Perydiole łączą się z owocnikiem za pomocą sznureczków (funiculus), lub zanurzone są w śluzowatej masie. Na wewnętrznej ścianie perydioli powstaje hymenium, a w nim podstawki wytwarzające zarodniki. Po dojrzeniu owocnika i odpadnięciu epifragmy, pod wpływem czynników zewnętrznych, np. wiatru lub kropel deszczu są one z owocnika wyrzucane. W ten sposób grzyb rozsiewa swoje zarodniki. U niektórych gatunków, np. u kubków (Cyathus), sznureczek jest kleisty i ma zakończenie przypominające kotwicę. Sznureczek ten owija się wokół przedmiotów (np. gałązek, źdźbeł traw).